# Samuel Nadeau
Samuel Nadeau, né le 7 juillet 1982 à Colombes, Hauts-de-Seine, est un joueur français de basket-ball.

## Biographie
Après avoir été sélectionné dans les équipes de France jeunes, il s'expatrie aux États-Unis puis au Real Madrid de 2000 et 2003.
Il revient ensuite en France pour quatre matchs au CSP Limoges en 2003-2004 puis deux saisons à la JA Vichy en Pro A puis Pro B.
En 2006, il quitte le sport professionnel pour devenir éducateur dans sa commune d'origine à Sarcelles. Il brille en Nationale 3 et Nationale 2 jusqu'en 2012, année où il rejoint le club de l'AS Sportive Pierrefitte Basket qu'il a fait monter en NM3 en 2013.
En novembre 2016, il met en terme à sa carrière de joueur.

## Famille
Il a un fils qui se nomme Elyjah née en 2010.Son fils a suivie le chemin de son père dans le basket et est ancien Poliste et Vice-Champion de France avec Villemomble.Il évolue au poste de meneur a BP14 (Paris Basket 14). Il est le cousin du footballeur international français Nicolas Anelka.